# 17611 Jožkakubík
17611 Jožkakubík è un asteroide della fascia principale. Scoperto nel 1995, presenta un'orbita caratterizzata da un semiasse maggiore pari a 2,9924622 UA e da un'eccentricità di 0,0588495, inclinata di 10,57789° rispetto all'eclittica.